# The Poker Channel
The Poker Channel ist weltweit der erste TV-Sender der sich nur dem Pokern widmet. Gegründet wurde er am 23. März 2005 in Großbritannien.

## Programminhalte
The Poker Channel sendet Aufzeichnungen und Liveübertragungen von großen Pokerturnieren aus aller Welt, sowie Übertragungen von Onlineturnieren, in denen Online-Spieler aus aller Welt vor dem TV-Publikum gegeneinander antreten. Neben den Turnieren zeigt The Poker Channel auch Sendungen, die die Grundregeln des Pokerns und die verschiedenen Varianten des Spiels aufzeigen. Außerdem werden bekannte Pokerspieler vorgestellt.

## Empfang
Der Kanal kann in Skandinavien, Frankreich und Deutschland empfangen werden. In Schweden, Norwegen, Dänemark und Finnland ist der Sender über die Satellitenplattform Canal Digital verfügbar, in Frankreich über NumeriCable. In Deutschland findet sich der Kanal in den digitalen Programmbouquets von Unitymedia Kabel BW sowie wilhelm.tel.
Obwohl es sich um einen britischen TV-Sender handelt, ist dieser in Großbritannien nach Streitigkeiten mit den Betreibern der Sky Digital-Satellitenplattform nicht mehr empfangbar.

## Besonderes
The Poker Channel verfügt über ein Archiv von über 400 Stunden Aufzeichnungen zum Thema Poker. Damit ist es das größte Archiv dieser Art in Europa (Stand: Ende 2006).
Das besondere an diesem Archiv ist, dass diese Sendungen „on demand“ im Internet zur Verfügung stehen, das heißt, man kann auf der Website sich die Sendung aussuchen, die man gerade sehen will und ist nicht auf die offiziellen Sendetermine angewiesen. Das komplette Archiv mit allen Aufzeichnungen beträgt mittlerweile mehrere tausend Stunden.